# یواس‌اس مارلین (اس‌اس‌تی-۲)
یواس‌اس مارلین (اس‌اس‌تی-۲) (به انگلیسی: USS Marlin (SST-2)) یک زیردریایی بود که طول آن ۱۳۱ فوت ۳ اینچ (۴۰٫۰۱ متر) بود. این زیردریایی در سال ۱۹۵۳ ساخته شد.